# Bernardino Fernández de Velasco y Benavides
Bernardino Fernández de Velasco y Benavides, 14º Duca di Frías (Madrid, 20 luglio 1783 – Madrid, 28 maggio 1851), è stato un politico e scrittore spagnolo, è stato Primo Ministro della Spagna nel 1838.
Deputato e ministro, si oppose strenuamente a Napoleone Bonaparte, ma fu comunque esiliato dopo la reazione da Ferdinando VII di Spagna.
Nel 1857 furono pubblicate postume le sue Opere poetiche.